# Lactarius reticulatus
Lactarius reticulatus é um fungo que pertence ao gênero de cogumelos Lactarius na ordem Russulales. Encontrado no Brasil, foi descrito pela primeira vez em 1856, mais tarde foi colocado no gênero Lactarius pelo micologista alemão Rolf Singer em 1956.